# Гофье, Полина
Полина Гофье, урождённая Шатильон (фр. Pauline Gauffier; 1772, Рим — 1801, Флоренция) — французская художница.

## Биография
Родилась в Риме, в семье французов, проживавших в этом городе. Проявив интерес и способности к живописи, училась у Жана-Жермена Друэ и Луи Гофье. За последнего в 1790 году вышла замуж. В этом браке родилось двое детей, в том числе будущая итальянская художница-миниатюристка Фаустина Мальфатти (1792-1837).
Во время антифранцузских погромов в Риме, вызванных событиями Французской революции, семья Гофье бежала во Флоренцию.
Как художница, специализировалась в основном на написании изысканных жанровых сцен.
В 1801 году Полина Гофье скончалась от болезни. Её муж, не сумевший справится с горем, последовал за ней всего два месяца спустя. Их дети остались сиротами.

## Галерея

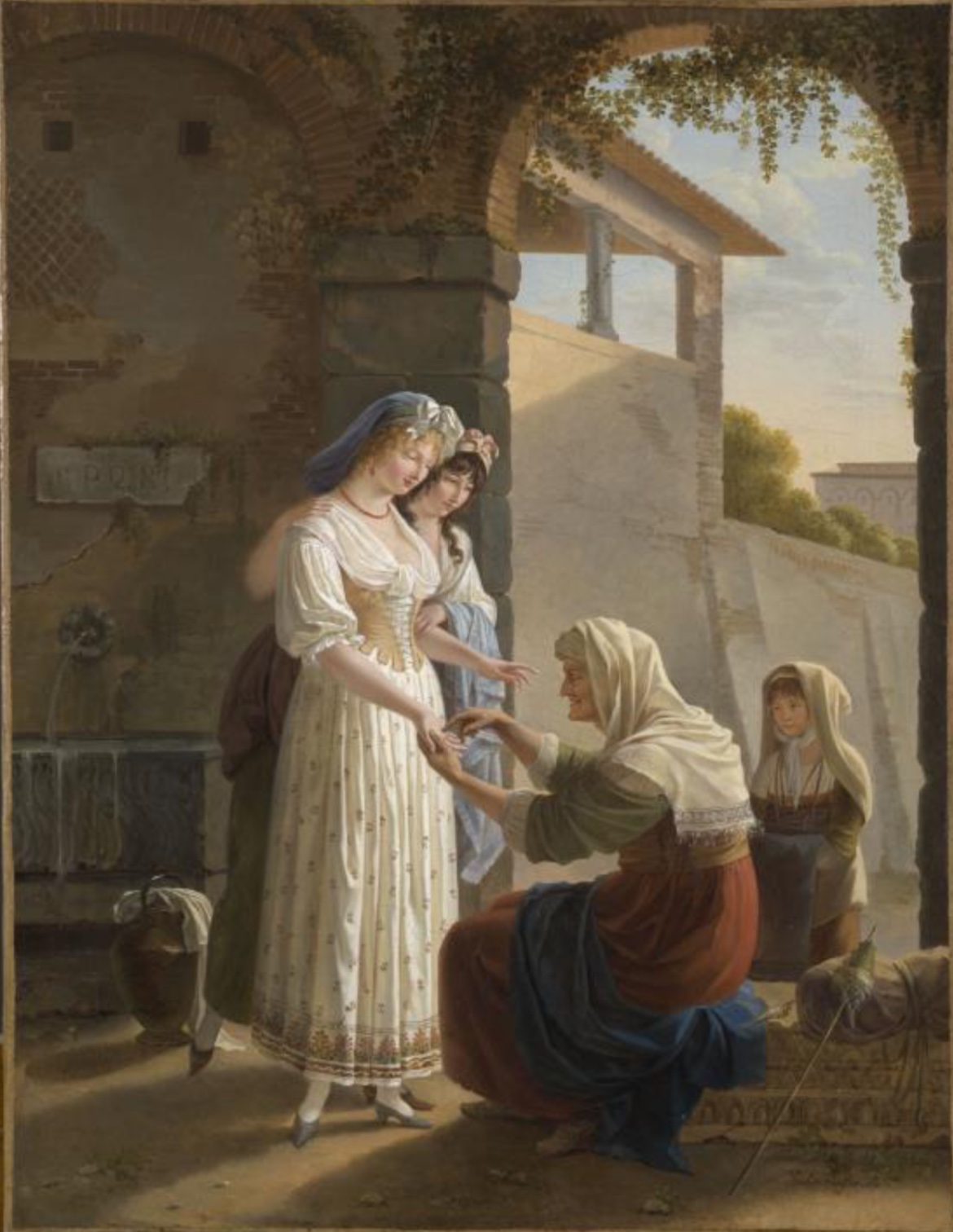
Предсказание будущего, 1798, Дижон, Музей Маньена.
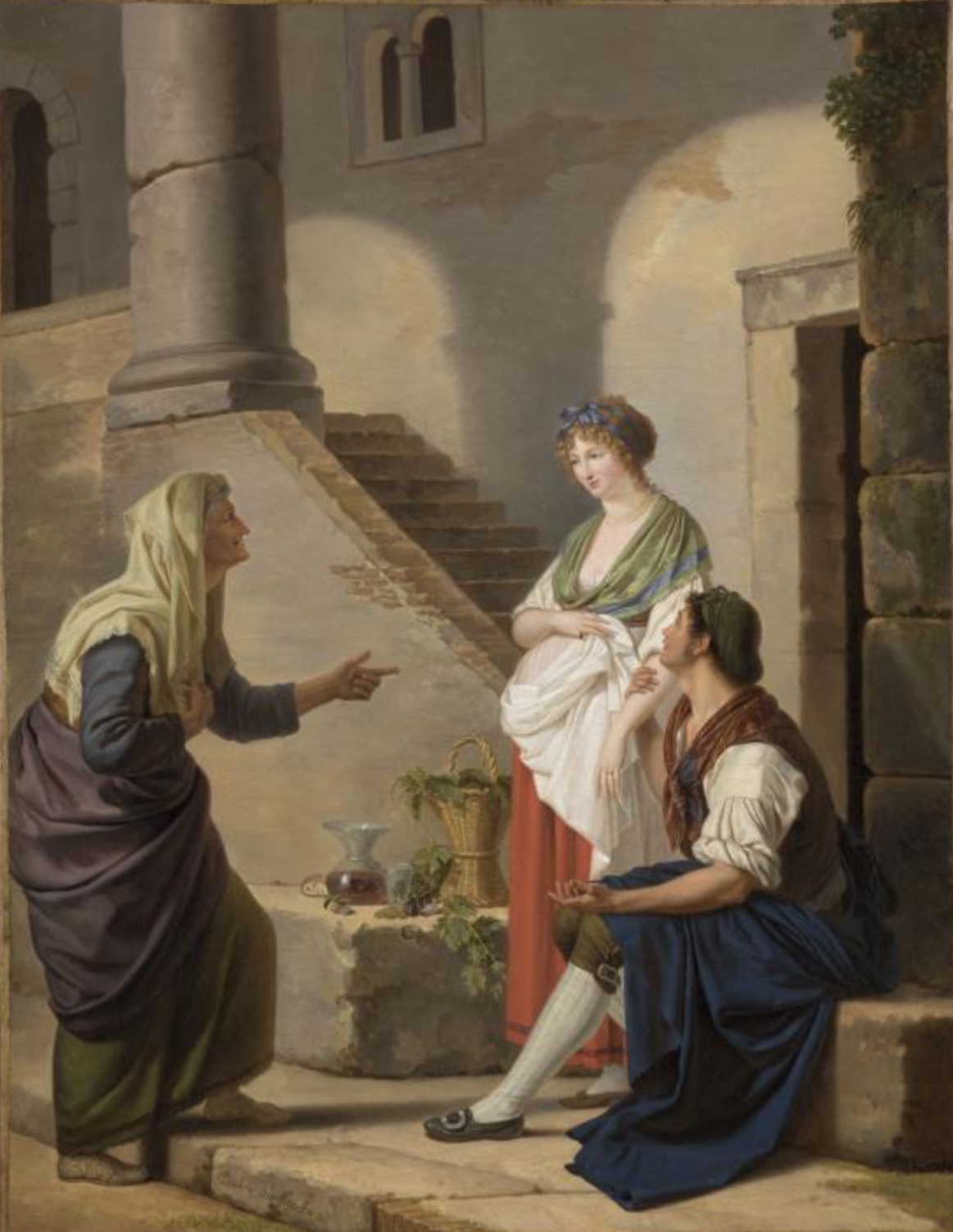
Сбывшееся предсказание, 1798, Дижон, Музей Маньена.
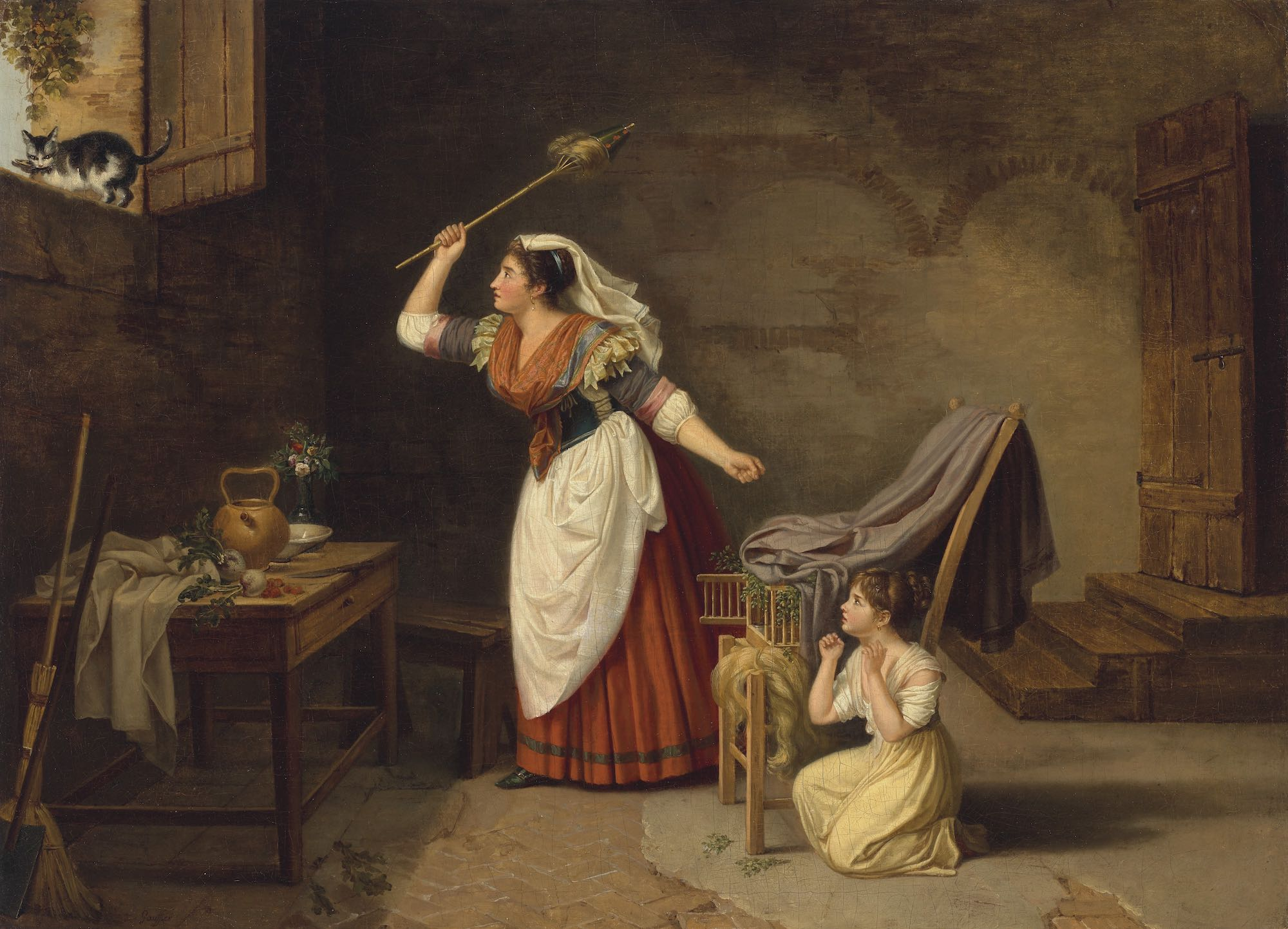
Украденная птичка, ок. 1790—1800, Монпелье, музей Фабра.